# Европско првенство у ватерполу
Европско првенство у ватерполу је репрезентативно такмичење које организује ЛЕН. Такмичење је основано 1926. и у периоду од 1947. до 1981. одржавало се сваке четврте године, да би се након тога прешло на одржавање сваке друге године. Највише титула првака освојила је Мађарска — укупно 13.

## Досадашња првенства
| Година       | Домаћин     |                    |                 |                 |
| ------------ | ----------- | ------------------ | --------------- | --------------- |
| 1926. детаљи | Будимпешта  | Мађарска           | Шведска         | Немачка         |
| 1927. детаљи | Болоња      | Мађарска           | Француска       | Белгија         |
| 1931. детаљи | Париз       | Мађарска           | Немачка         | Аустрија        |
| 1934. детаљи | Магдебург   | Мађарска           | Немачка         | Белгија         |
| 1938. детаљи | Лондон      | Мађарска           | Немачка         | Холандија       |
| 1947. детаљи | Монте Карло | Италија            | Шведска         | Белгија         |
| 1950. детаљи | Беч         | Холандија          | Шведска         | СФРЈ            |
| 1954. детаљи | Торино      | Мађарска           | СФРЈ            | Италија         |
| 1958. детаљи | Будимпешта  | Мађарска           | СФРЈ            | СССР            |
| 1962. детаљи | Лајпциг     | Мађарска           | СФРЈ СССР       | —               |
| 1966. детаљи | Утрехт      | СССР               | Источна Немачка | СФРЈ            |
| 1970. детаљи | Барселона   | СССР               | Мађарска        | СФРЈ            |
| 1974. детаљи | Беч         | Мађарска           | СССР            | СФРЈ            |
| 1977. детаљи | Јенћепинг   | Мађарска           | СФРЈ            | Италија         |
| 1981. детаљи | Сплит       | Западна Немачка    | СССР            | Мађарска        |
| 1983. детаљи | Рим         | СССР               | Мађарска        | Шпанија         |
| 1985. детаљи | Софија      | СССР               | СФРЈ            | Западна Немачка |
| 1987. детаљи | Стразбур    | СССР               | СФРЈ            | Италија         |
| 1989. детаљи | Бон         | Западна Немачка    | СФРЈ            | Италија         |
| 1991. детаљи | Атина       | СФРЈ               | Шпанија         | СССР            |
| 1993. детаљи | Шефилд      | Италија            | Мађарска        | Шпанија         |
| 1995. детаљи | Беч         | Италија            | Мађарска        | Немачка         |
| 1997. детаљи | Севиља      | Мађарска           | СР Југославија  | Русија          |
| 1999. детаљи | Фиренца     | Мађарска           | Хрватска        | Италија         |
| 2001. детаљи | Будимпешта  | СР Југославија     | Италија         | Мађарска        |
| 2003. детаљи | Крањ        | Србија и Црна Гора | Хрватска        | Мађарска        |
| 2006. детаљи | Београд     | Србија             | Мађарска        | Шпанија         |
| 2008. детаљи | Малага      | Црна Гора          | Србија          | Мађарска        |
| 2010. детаљи | Загреб      | Хрватска           | Италија         | Србија          |
| 2012. детаљи | Ајндховен   | Србија             | Црна Гора       | Мађарска        |
| 2014. детаљи | Будимпешта  | Србија             | Мађарска        | Италија         |
| 2016. детаљи | Београд     | Србија             | Црна Гора       | Мађарска        |
| 2018. детаљи | Барселона   | Србија             | Шпанија         | Хрватска        |
| 2020. детаљи | Будимпешта  | Мађарска           | Шпанија         | Црна Гора       |
| 2022. детаљи | Сплит       | Хрватска           | Мађарска        | Шпанија         |
| 2024. детаљи | Тел Авив    | Шпанија            | Хрватска        | Италија         |
| 2026. детаљи | Београд     |                    |                 |                 |

## Биланс медаља
| Репрезентација | Злато | Сребро | Бронза | Укупно |
| -------------- | ----- | ------ | ------ | ------ |
| Мађарска       | 13    | 7      | 6      | 26     |
| Србија         | 8     | 9      | 5      | 22     |
| Русија         | 5     | 3      | 3      | 11     |
| Италија        | 3     | 2      | 7      | 12     |
| Немачка        | 2     | 4      | 3      | 9      |
| Хрватска       | 2     | 3      | 1      | 6      |
| Шпанија        | 1     | 3      | 4      | 8      |
| Црна Гора      | 1     | 2      | 1      | 4      |
| Холандија      | 1     | 0      | 1      | 2      |
| Шведска        | 0     | 3      | 0      | 3      |
| Француска      | 0     | 1      | 0      | 1      |
| Белгија        | 0     | 0      | 3      | 3      |
| Аустрија       | 0     | 0      | 1      | 1      |
| Укупно (36)    | 36    | 37     | 35     | 108    |